# Học thuyết Monroe
Học thuyết Monroe là một chính sách của Hoa Kỳ được trình bày vào ngày 2, tháng 12 năm 1823 bởi tổng thống Mỹ James Monroe trước quốc hội. Theo đó những nỗ lực trong tương lai của các nước Âu châu để lập thuộc địa hay can thiệp vào nội bộ của các nước ở Bắc hay Nam Mỹ sẽ bị xem là những hành động xâm lược, và như vậy đòi hỏi sự can thiệp của nước Hoa Kỳ. Học thuyết này cũng chú giải là Hoa Kỳ không những sẽ không can thiệp vào những thuộc địa hiện thời của các nước Âu châu mà cũng sẽ không xía vào nội bộ các nước Âu châu. Học thuyết này được đưa ra vào lúc hầu hết các thuộc địa của Tây Ban Nha và Bồ Đào Nha tại châu Mỹ Latin đã giành được độc lập ngoại trừ Cuba và Puerto Rico. Hoa Kỳ, với sự đồng ý của Vương quốc Anh, muốn bảo đảm là sẽ không có cường quốc Âu châu nào can thiệp vào các vấn đề Mỹ châu.
Dự định và tác động của học thuyết này kéo dài hơn 100 năm với vài sự thay đổi nhỏ. Mục đích nguyên thủy của nó là để cho các quốc gia châu Mỹ Latin mới giành được độc lập
không bị can thiệp bởi các nước Âu châu, tránh tình trạng Mỹ châu trở thành chiến trường của các cường quốc Âu châu. 
1848 dưới thời tổng thống James K. Polk và 1870 dưới thời tổng thống Ulysses S. Grant học thuyết này mở rộng thêm việc cấm chuyển nhượng thuộc địa cho một cường quốc khác.

Tuy nhiên, mãi cho đến năm 1853 từ "Học thuyết Monroe" mới được ghi vào từ điển Mỹ.

## Bối cảnh
Thời kỳ tổng thống Monroe từ năm 1817 cho tới 1825 là lúc nước Mỹ trong nội bộ đã ổn định và nền kinh tế phát triển mạnh. 
Chỉ vài năm trước đó khi nước Hoa Kỳ thêm được vùng thuộc địa Louisiana của Pháp vào năm (1803) và vùng Florida của Tây Ban Nha năm (1819) lãnh thổ mở rộng hầu như gần gấp đôi, trong trường hợp đầu tiên chính Monroe là người điều đình tại Paris. Về mặt khác chính Hoa Kỳ cũng đã gây chiến với Vương quốc Anh (1812 – 1814), trong đó thủ đô Washington, D. C. bị đốt cháy và dự định chiếm đóng Canada của Hoa Kỳ đã thất bại. Đặc biệt Hiệp Chủng quốc Hoa Kỳ bị áp lực lớn: Các nền quân chủ chuyên chế Âu châu sau những cuộc xáo động trong những thập niên vừa qua (kể từ cách mạng Pháp năm 1789) đã giành lại quyền lực. Với sự khôi phục nền quân chủ Bourbon ở Pháp và những hành động của Liên minh Thần thánh (Holy Alliance: bao gồm Nga, Áo, Phổ) chống lại những tư tưởng và cơ sở Cộng hòa và cấp tiến khiến cho phong trào Cộng hòa trên thế giới bị đẩy lùi trở lại.

Trong khi đó tại Tây Ban Nha, vua Ferdinand VII. vào năm 1820 bị áp lực của phe nổi dậy đã phải tuyên bố một thể chế quân chủ lập hiến theo hiến pháp mà đã có từ năm 1812 (Spanish Constitution of 1812). Tuy nhiên chính thể cộng hòa này chỉ tồn tại một thời gian ngắn. Liên minh Thần thánh lo sợ các cuộc cách mạng tương tự sẽ xảy ra tại nước mình, làm áp lực với chính thể quân chủ Pháp, gởi quân đội sang Tây Ban Nha. Không được sự ủng hộ của toàn dân vì các linh mục Thiên chúa giáo đứng về phía Bảo hoàng, phe Cách mạng mất thành trì cuối cùng ở Cádiz vào năm 1823.

Vương quốc Anh, phản đối sự xâm lăng của Pháp sang Tây Ban Nha, lo sợ sự thành công của Liên minh Thần thánh sẽ đưa đến những phiêu lưu quân sự của họ tại những thuộc địa cũ của Tây Ban Nha tại Nam Mỹ. Mặc dù Anh không chính thức công nhận sự độc lập của các nước Nam Mỹ, họ có những quyền lợi về kinh tế và những quan hệ thương mãi phát đạt, mà sự can thiệp của Tây Ban Nha và Liên minh Thần thánh có thể làm hư hại.

Một tranh chấp thứ hai trên lục địa Âu châu là cuộc cách mạng của Hy Lạp chống lại sự cai trị của Đế quốc Ottoman. Sau khi quân đội Thổ từ năm 1821 tới 1822 đã giành lại được phần lớn lãnh thổ, người Hy Lạp vào mùa thu 1822 lại thành công trong việc đánh đuổi lính Thổ. Ngay từ năm 1821 họ đã kêu gọi các cường quốc Âu châu và Hoa Kỳ chính thức công nhận chính phủ họ. Mặc dù lời kêu gọi không được đáp ứng, cuộc chiến đấu dành độc lập của người Hy Lạp được phe Cộng hòa và Dân chủ ủng hộ. Ngay ở Mỹ, chính phủ cũng bị làm áp lực, phải giúp đỡ chính phủ Hy Lạp mới hay tối thiểu phải công nhận họ.

Trong tình trạng đó Vương quốc Anh, qua các cuộc nói chuyện giữa Ngoại trưởng Anh George Canning và đại sứ Mỹ tại London, ông Richard Rush, vào tháng 8 và tháng 9 năm 1823 đề nghị với Hoa Kỳ, cùng nhau lập một liên minh công nhận sự độc lập của các nước Nam Mỹ và để đối phó trong trường hợp các cường quốc Âu châu muốn can thiệp vào. Đây là phản ứng của Canning với tin đồn về dự định của các nước Âu châu lập một hội nghị đối phó với các thuộc địa cũ ở Nam Mỹ của Tây Ban Nha và về các tin, theo đó các đoàn tàu Pháp đang chờ đợi, chở quân lính Tây Ban Nha sang chiếm lại các thuộc địa.

## Hiệu quả

### Đáp ứng quốc tế
Bởi vì Hoa Kỳ thiếu lực lượng quân đội và hải quân đáng gờm vào lúc đó, học thuyết đã bị quốc tế coi thường. Học thuyết này, tuy nhiên, được vương quốc Anh chấp thuận ngầm, và hải quân hoàng gia Anh đã làm cho nó có hiệu lực, như là một phần của Pax Britannica, mà bắt tôn trọng sự trung lập ở biển cả. Học thuyết này đi cùng với sự phát triển của chính sách Anh tự do kinh tế đối ngược với chủ nghĩa trọng thương. Cách mạng kỹ nghệ ở Anh tìm kiếm các nơi để có thể bán được hàng sản xuất, và nếu các quốc gia châu Mỹ Latin mới giành được độc lập lại trở thành thuộc địa của Tây Ban Nha một lần nữa, các cửa mở cho nước Anh vào các thị trường những nước này sẽ lại bị chính sách chủ nghĩa trọng thương của Tây Ban Nha đóng lại.